# Observatoire français des drogues et des tendances addictives
 (avril 2022).
L'Observatoire français des drogues et des tendances addictives (OFDT), est un organisme public créé en 1993, appelé Observatoire français des drogues et des toxicomanies jusqu'en 2022. Depuis 1999, l’observation de l’OFDT porte sur les substances psychoactives licites et illicites. L'OFDT étudie également la question des addictions sans produit (jeux de hasard et d'argent, écrans).

## Description
L'observatoire a été créé en 1993 sous la forme d'un groupement d’intérêt public, pour permettre le recueil,  l’analyse, la diffusion, et la valorisation des données et des connaissances dans le domaine des addictions,.
Disposant d'une indépendance scientifique, l’OFDT, recueille, analyse, effectue la synthèse et la valorisation des connaissances dans le domaine des drogues et des addictions. Ce qui permet aux pouvoirs publics d'anticiper les évolutions afin de les aider dans leur décision. Ces données sont aussi accessibles aux professionnels et au public.
Groupement d'intérêt public constitué entre les ministères concernés par la lutte contre les drogues et les toxicomanies et la Mission interministérielle de lutte contre les drogues et les conduites addictives (MILDECA), représentant l’Etat, et la Fédération nationale des observatoires régionaux de santé (FNORS), l’OFDT éclaire les pouvoirs publics, les professionnels du champ et le grand public sur le phénomène des drogues licites et illicites et des addictions. Il produit directement des connaissances et en assure la valorisation. Il s’attache également à rassembler l’ensemble des données disponibles relatives aux drogues et aux conduites addictives, en provenance de sources différentes (dont les services statistiques ministériels), dont il assure l’analyse et la synthèse en vue d’une mise à disposition des informations scientifiquement validées. Il assure par ailleurs un rôle d’aide à la décision publique en apportant son concours à la préparation et au suivi des objectifs des plans gouvernementaux de lutte contre les drogues et les addictions. Enfin, l’OFDT participe au dispositif d’alerte national sur les substances psychoactives.
L’OFDT est le correspondant français (point focal) du REITOX (Réseau européen d’information sur les drogues et toxicomanies) coordonné par l’Agence de l'Union européenne sur les drogues (EUDA), basée à Lisbonne.
Les missions de l’OFDT sont assurées par une équipe pluridisciplinaire de 28 personnes. L’OFDT est dirigé depuis le 1er août 2023 par Guillaume Airagnes, médecin psychiatre addictologue, maître de conférences des universités et praticien hospitalier à l’Université Paris Cité. L’Observatoire appuie son action sur un Collège scientifique de 20 membres, constitué autant de représentants des principaux organismes éditeurs de données, que de personnalités ayant des compétences reconnues dans les domaines concernés, et présidé depuis 2021 par Fabien Jobard, directeur de recherche CNRS/CESDIP (UMR CNRS 8183). L’Assemblée générale de l’OFDT est présidée par Isabelle Lonvis-Rome, première présidente de chambre à la cour d’appel de Versailles, élue en mars 2024.
Le site web de l'OFDT met à la disposition du grand public l'intégralité des études et recherches conduites par l'organisme.

### Organismes équivalents
- En Belgique : Institut de santé publique
- Au Canada : Centre canadien de lutte contre les toxicomanies
- En Suisse : Addiction Info Suisse